# Ryszard Czarnecki (żużlowiec)
Ryszard Czarnecki (ur. 19 października 1951 w Rzeszowie) – polski żużlowiec.
Sport żużlowy uprawiał w latach 1975–1988, przez całą karierę reprezentując barwy klubu Stal Rzeszów. Przez siedem sezonów startował w I lidze (ówcześnie najwyższa klasa rozgrywkowa), najlepszy wynik osiągając w 1986 roku (VI miejsce).
Dwukrotny finalista indywidualnych mistrzostw Polski (Zielona Góra 1982 – V miejsce, Gdańsk 1983 – XII miejsce). Trzykrotny finalista mistrzostw Polski par klubowych (Gorzów Wielkopolski 1982 – IV miejsce, Chorzów 1984 – VI miejsce, Toruń 1986 – IX miejsce). Finalista turnieju o "Złoty Kask" (Leszno 1983 – XII miejsce). Zdobywca II miejsca (1983) i III miejsca (1987) w memoriałach im. Eugeniusza Nazimka w Rzeszowie.